# Datowanie
Datowanie – proces przypisywania zdarzeniom czasu (daty) z przeszłości, w którym mogło się ono wydarzyć. Znane jest wiele metod datowania, opierają się na różnych zmianach zachodzących z upływem czasu, bądź charakterystycznych dla danego czasu.
Metody datowania dzieli się na datowanie bezwzględne, określające czas wystąpienia zdarzenia, oraz datowanie względne spośród dwóch zdarzeń określa, które było wcześniej, a które później.

## Metody datowania bezwzględnego
Izotopowe
- radiowęglowe
- metodą potasowo-argonową
- metodą argonową
- metodą uranowo-torową
- metodą rubidowo-strontową
- metodą trytową

Inne
- historyczne
- termoluminescencyjne
- ultradźwiękowe kości
- metodą optyczną
- metodą elektronowego rezonansu spinowego
- metodą trakową
- dendrochronologia
- warwochronologia

## Metody datowania względnego
- lingwistyczne
- pyłkowe
- faunistyczne
- na podstawie rdzeni
- metodą stratygraficzną
- metodą typologiczną
- metodą porównawczą
- metodą numizmatyczną
- datowanie kości
- seriacja chronologiczna

Względne kalibrowane
- metodą archeomagnetyczną
- metodą badania racemizacji aminokwasów
- metodą badania hydratacji obsydianu
- metodą kationową
- tefrochronologia

Wiek obiektów może być także datowany wykorzystując informacje na temat warstwy lodowców, osadów dennych, torfu, skał osadowych, resztkowego magnetyzmu skał, innych niż 14C izotopów, np. tlenu, bądź argonu, a także na podstawie obserwacji astronomicznych - wiążąc niecodzienne zdarzenia, takie jak: zaćmienia, pojawienia się komet i obserwowane wybuchy supernowych, z zapisami historycznymi. 